# Perloffite
La perloffite est une espèce minérale du groupe des phosphates et du sous-groupe des phosphates anhydres avec anions étrangers, de formule Ba(Mn2+,Fe2+)2Fe3+2(PO4)3(OH)3.

## Historique de la description et appellations

### Inventeur et étymologie
La perloffite a été décrite en 1977 par A. R. Kampf. Elle est nommée en l'honneur de Louis Perloff, avocat américain et collectionneur en microminéralogie.

### Topotype
- Carrière Big Chief, Glendale, Keystone District, Comté de Pennington, Dakota du Sud, États-Unis[4].
- Les échantillons de référence sont déposés au National Museum of Natural History de Washington.

## Caractéristiques physico-chimiques

### Critères de détermination
La perloffite est un minéral noir, brun ou vert se trouvant sous la forme de cristaux prismatiques ou tabulaires, en forme de fer de lance, pouvant atteindre 1 millimètre. Elle possède un éclat vitreux à subadamantin, ainsi qu'un clivage parfait sur {100} ; elle est semi-transparente à translucide.
Sa dureté est de 5 et sa densité mesurée est de 3,32. La perloffite présente aussi un pléochroïsme de couleur brun verdâtre pâle (y) ou brun verdâtre foncé (x ; z).

### Cristallochimie
La perloffite fait partie d'un groupe de minéraux isostructuraux : le groupe de la kulanite.
| Minéral     | Formule                              | Groupe ponctuel                 | Groupe d'espace                  |
| ----------- | ------------------------------------ | ------------------------------- | -------------------------------- |
| Kulanite    | Ba(Fe2+,Mn,Mg)2Al2(PO4)3(OH)3        | {\displaystyle 2/m}             | {\displaystyle P} 21             |
| Penikisite  | BaMg2Al2(PO4)3(OH)3                  | {\displaystyle {\overline {1}}} | {\displaystyle P{\overline {1}}} |
| Bjarébyite  | (Ba,Sr)(Mn2+,Fe2+,Mg)2Al2(PO4)3(OH)3 | {\displaystyle 2/m}             | {\displaystyle P} 21/m           |
| Perloffite  | Ba(Mn,Fe2+)2Fe3+2(PO4)3(OH)3         | {\displaystyle 2/m}             | {\displaystyle P} 21/m           |
| Johntomaïte | Ba(Fe2+,Ca,Mn2+)2Fe3+2(PO4)3(OH)3    | {\displaystyle 2/m}             | {\displaystyle P} 21/m           |

### Cristallographie
- Paramètres de la maille conventionnelle : a = 9,223 Å, b = 12,422 Å, c = 4,995 Å, β = 100,39 °, Z = 2, V = 562,88 Å3.
- Groupe d'espace : {\displaystyle P} 21/m.
- Classe de symétrie : 2/m ; holoédrie monoclinique.
- Système cristallin : monoclinique.
- Densité calculée = 4,02 (supérieure à la densité mesurée : 3,32).

### Propriétés chimiques
- La perloffite est composée de 35,25 % d'oxygène, 19,68 % de fer, 18,15 % de baryum, 13,65 % de phosphore, 11,3 % de manganèse et de 0,44 % d'hydrogène.
- Ses principales impuretés sont le calcium présent à 1,18 % et le magnésium présent à 0,36 %.
- Sa masse formulaire est de 726,522 uma, soit 1,21 × 10−24 kg.

## Gîtes et gisements

### Gîtologie et minéraux associés

#### Gîtologie
La perloffite est un rare minéral secondaire des pegmatites granitiques complexes.

#### Minéraux associés
- Ludlamite (en), huréaulite, sidérite, triphylite (Big Chief mine, South Dakota, USA).
- Barite, cuivre, apatite (Spring Creek mine, Australia).

### Gisements producteurs de spécimens remarquables
- Allemagne

Hagendorf South Pegmatite (Cornelia Mine; Hagendorf South Open Cut), Hagendorf, Waidhaus, Vohenstrauß, Oberpfälzer Wald, Upper Palatinate, Bavière.
- Australie

Spring Creek Mine, Wilmington, South Flinders Ranges, Flinders Ranges, Australie-Méridionale,.
- États-Unis

Carrière Big Chief, Glendale, Keystone District, Comté de Pennington, Dakota du Sud.